# Invoking the Majestic Throne of Satan
Invoking the Majestic Throne of Satan (v překladu Invokace majestátního trůnu Satana) je druhé studiové album kolumbijsko-americké black metalové skupiny Inquisition z roku 2002, které vyšlo u amerického vydavatelství War Hammer Records.
Hudba se pohybuje mezi pomalými a rychlými pasážemi. Dagonův vokál je v tomto žánru atypický, na rozdíl od skandinávského black metalu používá hlas v nižších polohách („vrčí“). Texty se zabývají vyvoláváním (invokací) Abbadona, Satana a dalších démonů, bojem proti Bohu, jeho andělům, křesťanství a židovství, lidskými oběťmi Baalovi a sebevraždami ve jménu Lucifera.

## Seznam skladeb
Hudba a texty: Dagon
1. Embraced by the Unholy Powers of Death and Destruction – 04:22
2. Enshrouded by Cryptic Temples of the Cult – 04:39
3. Kill with Hate – 03:02
4. Rituals of Human Sacrifice for Lord Baal – 05:59
5. Invoking the Majestic Throne of Satan – 05:33
6. Hail the King of All Heathens – 05:19
7. The Realm of Shadows Shall Forever Reign – 05:29
8. For Lucifer My Blood – 04:40
9. Imperial Hymn for Our Master Satan – 06:10
10. Outro – 01:14

## Sestava
- Dagon – vokály, kytara
- Incubus – bicí